# Terry Tobin
Der Australier Terence Terry Kevin Tobin ist ein Diplomat des Souveränen Malteserordens.
Seit 2020 war Tobin als Botschafter des Souveränen Malteserordens in Osttimor designiert. Die Corona-Pandemie verhinderte aber eine Reise von Tobin nach Osttimor, so dass der dort bisher lebende ehemalige Botschafter David Scarf die Amtsgeschäfte wieder übernahm. Scarf war inzwischen zum Ambassador at Large des Ordens für Ozeanien ernannt worden. Erst am 11. November 2021 übergab Tobin seine Akkreditierung an Osttimors Staatspräsident Francisco Guterres per Videokonferenz.